# Imitación (música)

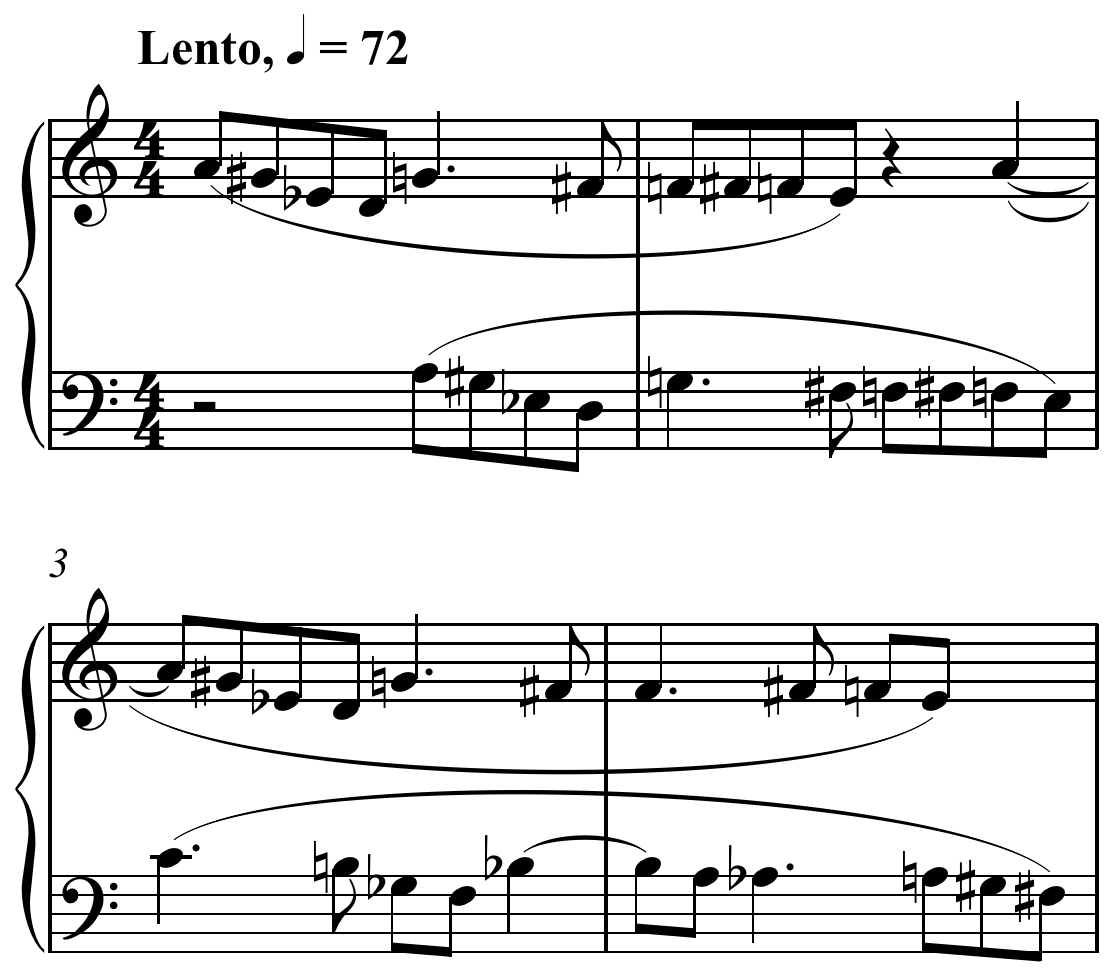
Imitación en la Invención cromática de Béla Bartók (Microcosmos, III, 91).

En música, la imitación es la repetición posterior de un patrón musical en una forma diferente, pero manteniendo su carácter original. Un canon es una forma basada en la imitación.
En contrapunto, se da una imitación normalmente por la segunda voz, usualmente en una altura diferente. Cuando una frase repite exactamente lo mismo que apareció antes, se llama imitación estricta. 
La escritura imitativa está presente en la mayoría de las composiciones polifónicas del Renacimiento y el Barroco.
En la música pop una forma más estereotipada de imitación consiste en el coro de fondo que repite las últimas notas del cantante principal.
- Datos: Q1049742
- Multimedia: Imitation (music) / Q1049742